# Myriotrema myrioporum
Myriotrema myrioporum är en lavart som först beskrevs av Edward Tuckerman, och fick sitt nu gällande namn av Hale. Myriotrema myrioporum ingår i släktet Myriotrema och familjen Graphidaceae.   Inga underarter finns listade i Catalogue of Life.